# Сімон Марміон
Сімон Марміон  (фр. Simon Marmion, близько  1425 року, імовірно Ам'єн — 15 грудня  1489 року, Валансьєн) — художник і ілюстратор доби Відродження, який працював в Північній  Франції і  Фландрії

## Біографія

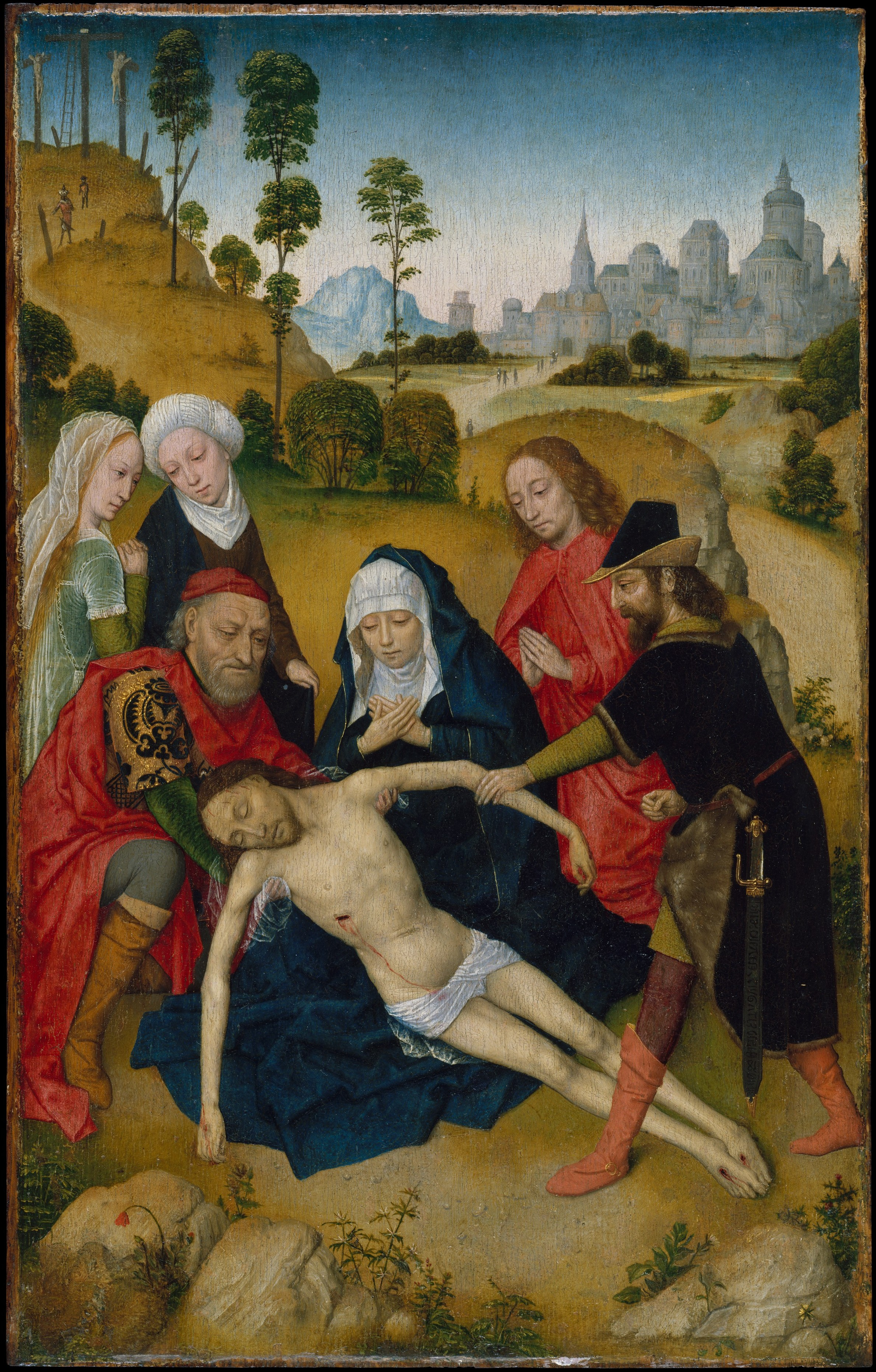
Сімон Марміон, Оплакування, 1468-73 рр., Музей Метрополітен, Нью Йорк

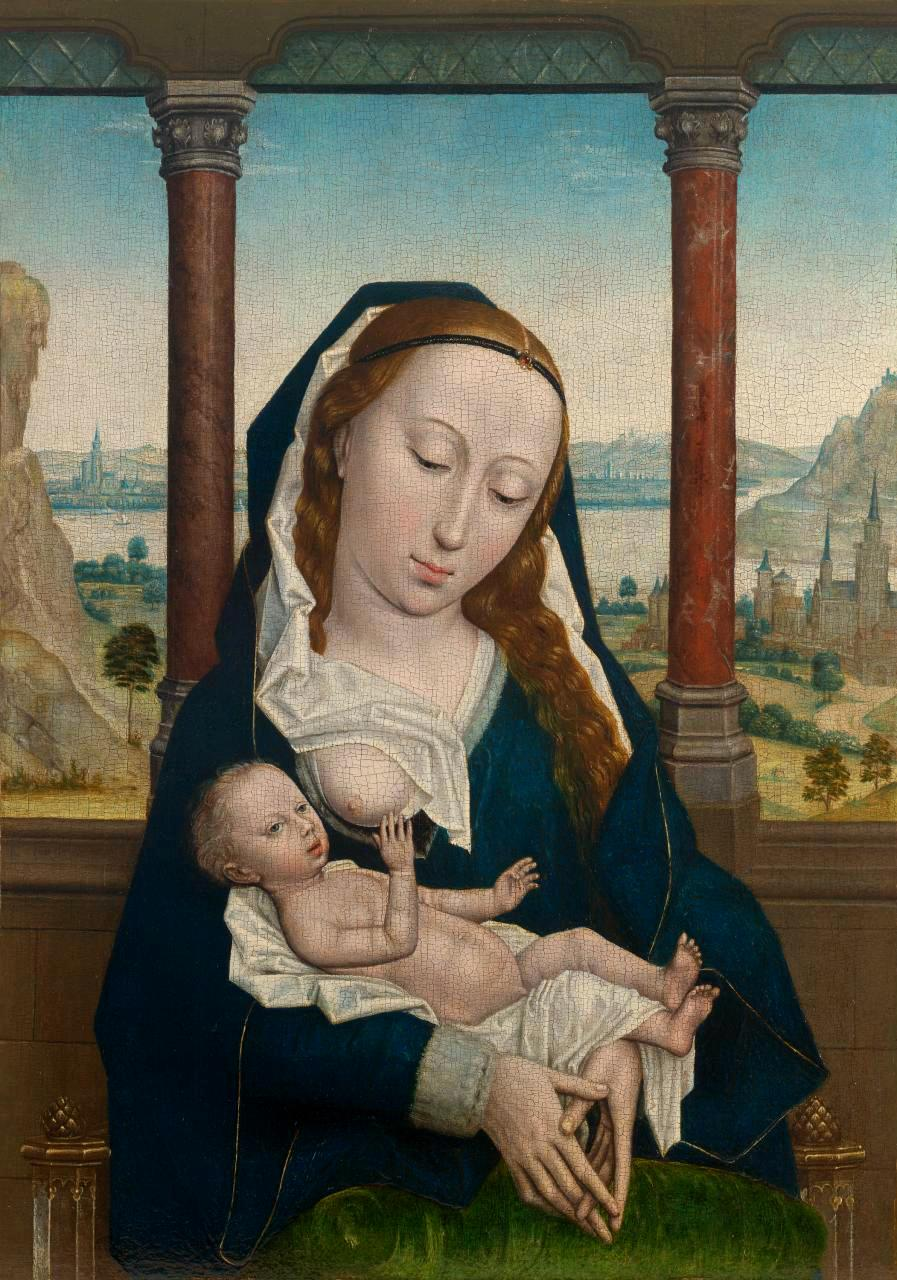
Сімон Марміон, Мадонна з немовлям, 1465—1475 рр.., Національна галерея Вікторії, Мельбурн.

Сімон Марміон народився близько  1425 року в Ам'єні, в сім'ї художника і скульптора Жана Марміона. Брат Сімона — Мілль теж був художником; збереглися документи про його роботу в Ам'єні в 1464 році, в Турне в 1466 році, де у нього була майстерня, і в Аббевіля в 1499 році, де він остаточно осів в похилому віці і, ймовірно, помер.
Сімон набував майстерності живопису, швидше за все, у майстерні батька, оскільки така була середньовічна традиція. У документах Ам'єна ім'я Сімона регулярно з'являється з 1449 по 1454 рік.
Художник помер в Різдво 1489 року. Однак його слава пережила смерть, і в 1503 році поет Жан Лемер де Бельж оспівує його як «принца мініатюри», ставлячи його мистецтво врівень з творчістю Жана Фуке,  Рогіра ван дер Вейдена,  ван Ейка та інших майстрів. У другій половині XVI століття історик Йоганнес Моланус (1533—1585) називає Сімона Марміона «дуже відомим художником», а італійський історик і державний діяч Франческо Гвіччардіні (1483—1540) відгукується про нього як про «чудового живописця і літератора».
У Сімона була майстерня, він навчав молодих художників; припускають, що відома з документів художниця-мініатюрист Марі Марміон — донька Сімона.

## Творчість
Стиль художника визначається як синтез північно-французької живописної школи і фламандско-нідерландського напрямку живопису з його новаторським підходом до композиції і пейзажу. У своїх творах Марміон демонструє володіння технічними прийомами побудови  перспективи, однак фігури персонажів непропорційні, а їх пози незграбні.
У 1454 році маючи вже хорошу творчу репутацію, художник був запрошений бургундським двором в Лілль для декоративного оформлення знаменитого «Бенкету Фазана», який влаштував герцог Бургундії Філіпп III Добрий. Перша згадка про виконання живописних робіт художником відноситься до 1454 році — на замовлення Ради Старійшин Ам'єна Сімон написав вівтарну картину із зображеннями Розп'яття, св. Іоанна та інших святих.
Потім ім'я Симона з'являється тільки в 1458 році в місті Валансьєні, де, згідно з документами, він орендував нерухомість. Художник перебрався туди між 1454 і 1458 роками, і жив у цьому місті до своїх останніх днів. Податкові звіти 1458 року свідчать про зростаючий добробут художника. Кількома роками пізніше він зіграв вирішальну роль у заснуванні в Валансьєні Гільдії Святого Луки (тобто гільдії художників; 1462 р.), а в 1463 році розписав для каплиці цієї організації вівтар.
У 1465 році Сімону Марміону було дано дуже почесне замовлення — портрети Карла Сміливого і його нареченої Ізабелли Бургундської (не збереглися). У 1465 Сімон одружується з Жанною де Карубі, дочкою одного з найбагатших і шанованих городян Валансьєну.
Сімон Марміон свого часу був більш відомий як  мініатюрист, ніж як майстер станкового живопису. Про його діяльність — ілюстрування книг збереглося лише одне документальне свідчення: в 1470 році художнику «Simon Marmion, elumineur» була виплачена остаточна сума за розкішний бревіарій, замовлений Філіпом Добрим трьома роками раніше, у 1467 році.
Валансьєн, що став «другою батьківщиною» художника, звеличував його талант. Він був прославленим художником цього міста, а Жан Моліні, хроніст Філіпа Красивого і канонік Нотр Дам в Валансьєні, присвятили багатослівну епітафію, живопис Симона «… радість і втіха імператорам, королям, герцогам і маркізам».

## Станковий живопис
Не збереглося жодного станкового твору Марміона, що має його підпис. Художника вважають автором картин:
- 1. «Вівтар Святого Бертена». Права і ліва панелі — Державні музеї, Берлін
- 2. "Меса св. Григорія "- Національний музей Онтаріо, Торонто
- 3. «Оплакування Христа» — Музей Метрополітен, Нью-Йорк
- 4. "Св. Ієронім і донатор "- Музей мистецтва, Філадельфія
- 5. «Мадонна з немовлям» — Національна галерея Вікторії, Мельбурн
- 6. "Св. Домінік де Гусман "- приватне зібрання, США
- 7. «Богоматір скорботна» і «Чоловік печалей» — Музей образотворчих мистецтв, Страсбург

Раніше приписувалися Марміон, але потім були визначені як продукція майстерні Марміона або «коло послідовників Марміона»:
- 1. «Богоматір скорботна» і «Чоловік печалей» — Музей Гронінген, Брюгге
- 2. "Меса св. Григорія "- Собор в Бургосі
- 3. «Чудо істинного хреста» — Лувр, Париж
- 4. «Розп'яття» — Музей мистецтва, Філадельфія
- 5. «Христос перед Кайяфою» — Музей мистецтва, Філадельфія
- 6. «Святі Матфей і Марк» — Музей образотворчих мистецтв, Валансьєн
- 7. «Триптих», ліва стулка якого "Св. Климент і донатор «- Національна галерея, Лондон, центральна панель» Мадонна з немовлям «і права стулка» Св. Єлизавета Угорська і донатріса "- знаходяться в приватних колекціях.

## Алтар Святого Бертена
[[Файл:Simon Marmion, Saint Bertin Altarpiece, ca 1459, Left wing, side A, Gemäldegalerie, Berlin.jpg|міні|Алтар Св. Бертена. 1459 р. Внутрішній бік лівої стулки. Берлін

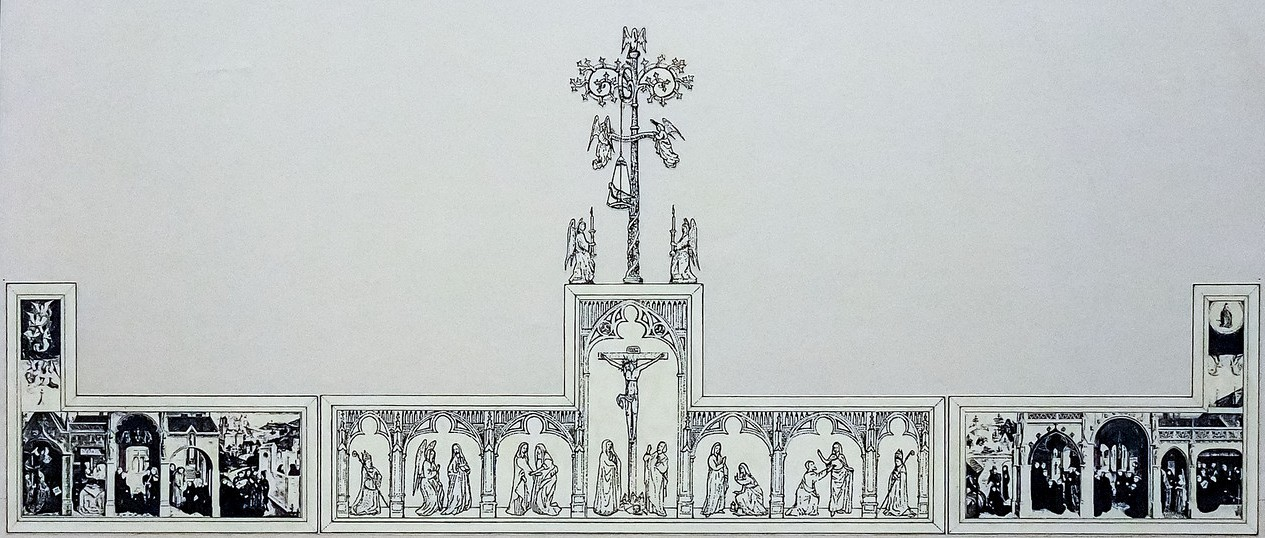
Вівтар св. Бертена. 1455—1459 рр. Реконструкція.

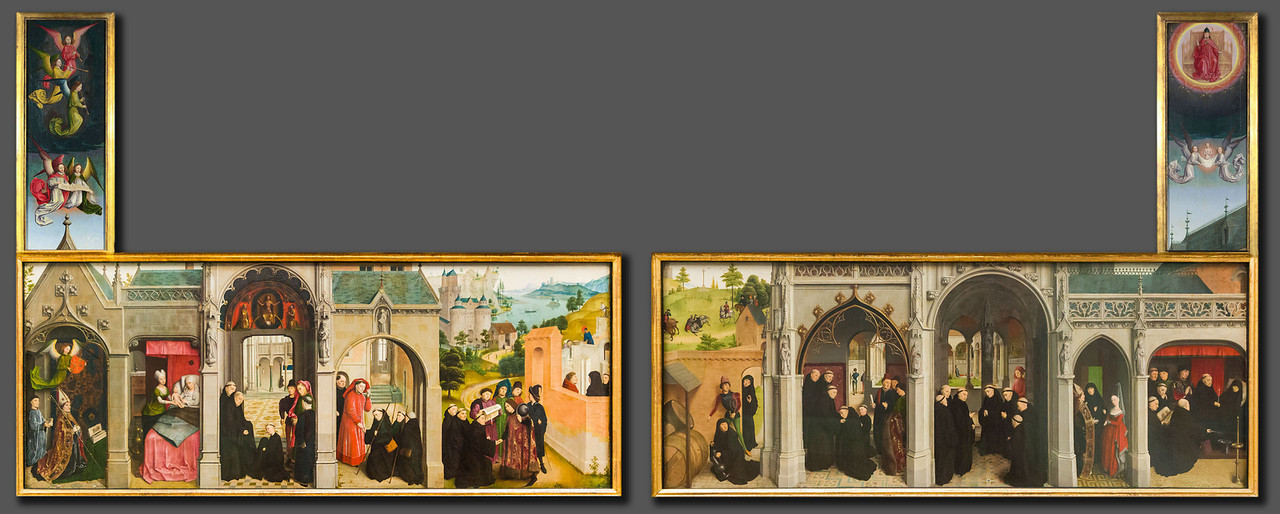
Вівтар св. Бертена. Близько 1459 р., Реконструкція внутрішнього боку

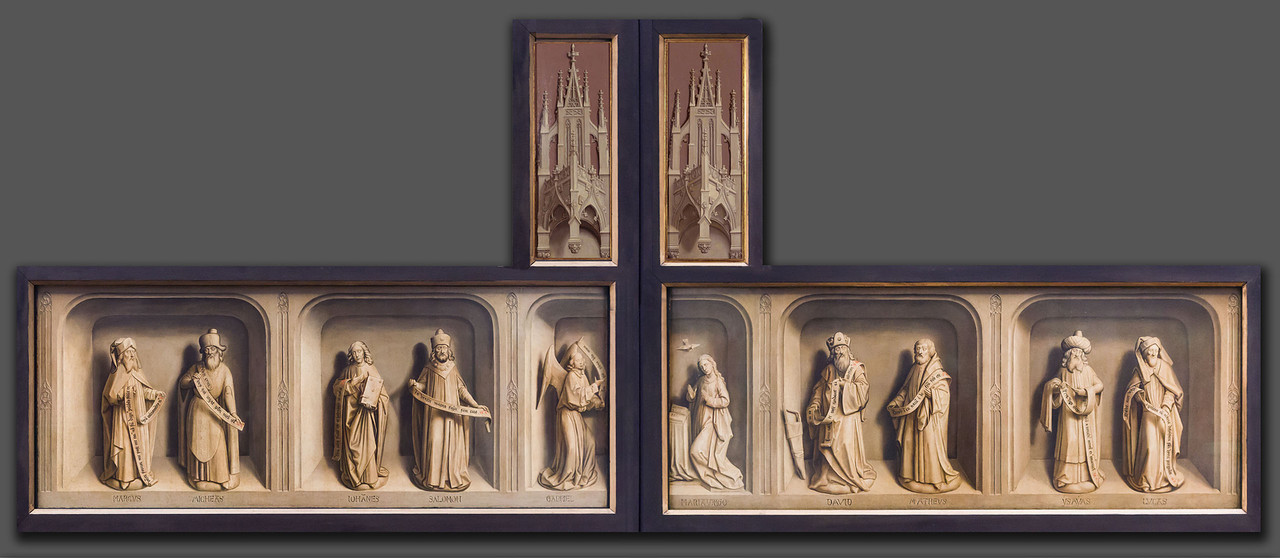
Вівтар св. Бертена. Близько 1459 р. Реконструкція зовнішнього боку

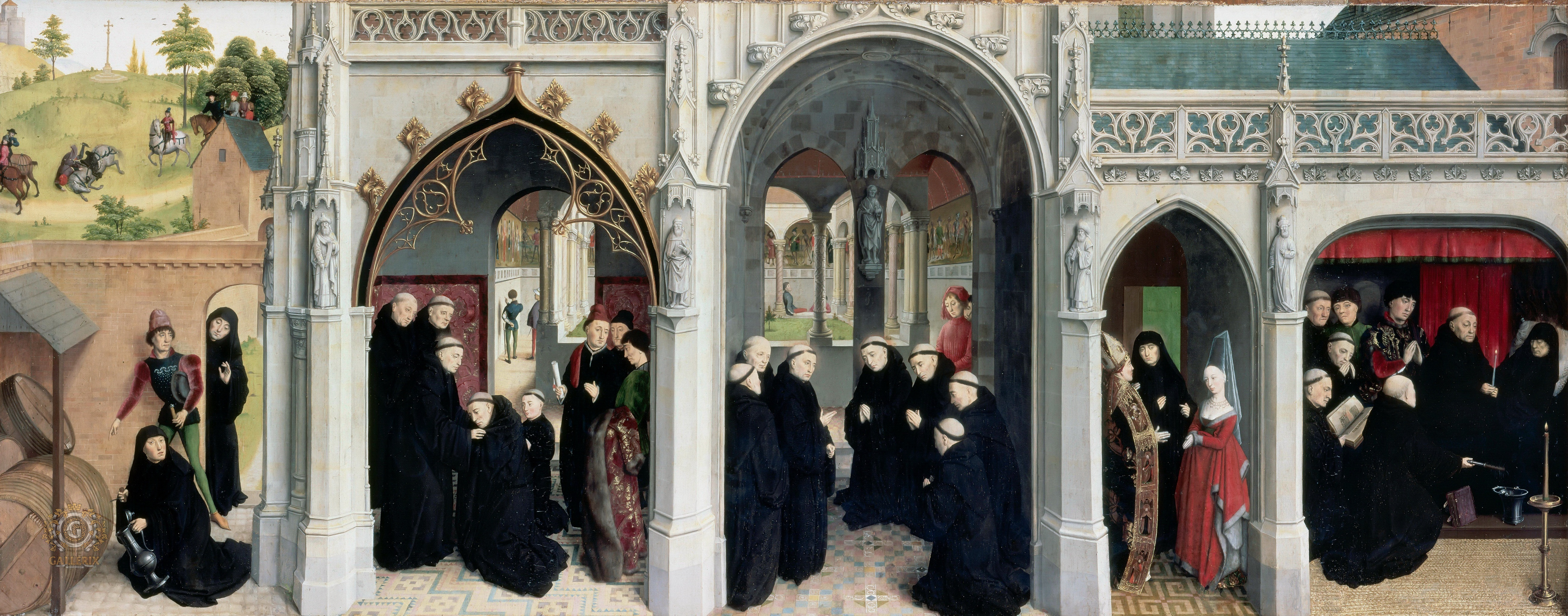
Вівтар Св. Бертена.

Серед станкових робіт Марміона найбільшим твором є «Вівтар св. Бертена». Художник написав його в ранній період творчості (1459 рік) Композиції, що зображують житіє св. Бертена були написані для головного вівтаря церкви абатства Сен Бертен в містечку Сен Омер на півночі Франції. Роботи були замовлені і оплачені Гійомом Фійастром (помер у 1473 р), який займав цілий ряд високих церковних посад: він був єпископом Вердена, Туля і Турне і абатом Бертена. Крім того, він був канцлером Ордена Золотого Руна і довіреною особою герцога Бургундії Філіпа Доброго.
Сімон Марміон розписав стулки вівтаря, які закривалися в будні дні, і розкривалися у свята, тому вони розписані з двох сторін. У центрі вівтаря перебувала скульптурна композиція з позолоченого срібла, що зображає кілька сюжетів зі Священного писання — Розп'яття, Благовіщення, Зустріч біля золотих воріт, і Невіра Фоми. В 1793 році під час Французької Революції, коли монастир Сен Бертен піддався руйнуванню, ці композиції з дорогоцінних металів були втрачені.
У 1824 році розписані стулки були зняті зі свого місця і продані  нідерландському королю Вільгельму II. У 1905 році їх придбав Берлінський музей.

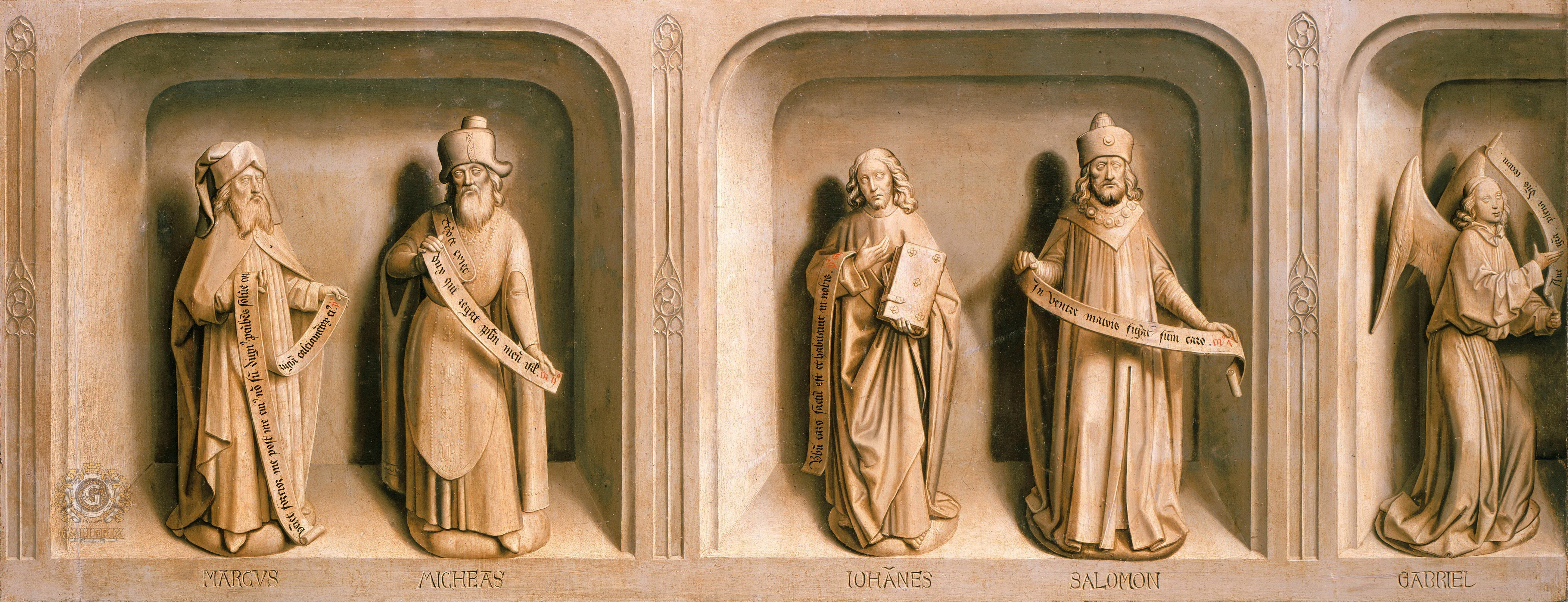
Святі і пророки, зовнішній бік лівої створки. 1459 р. державні музеї, Берлін.
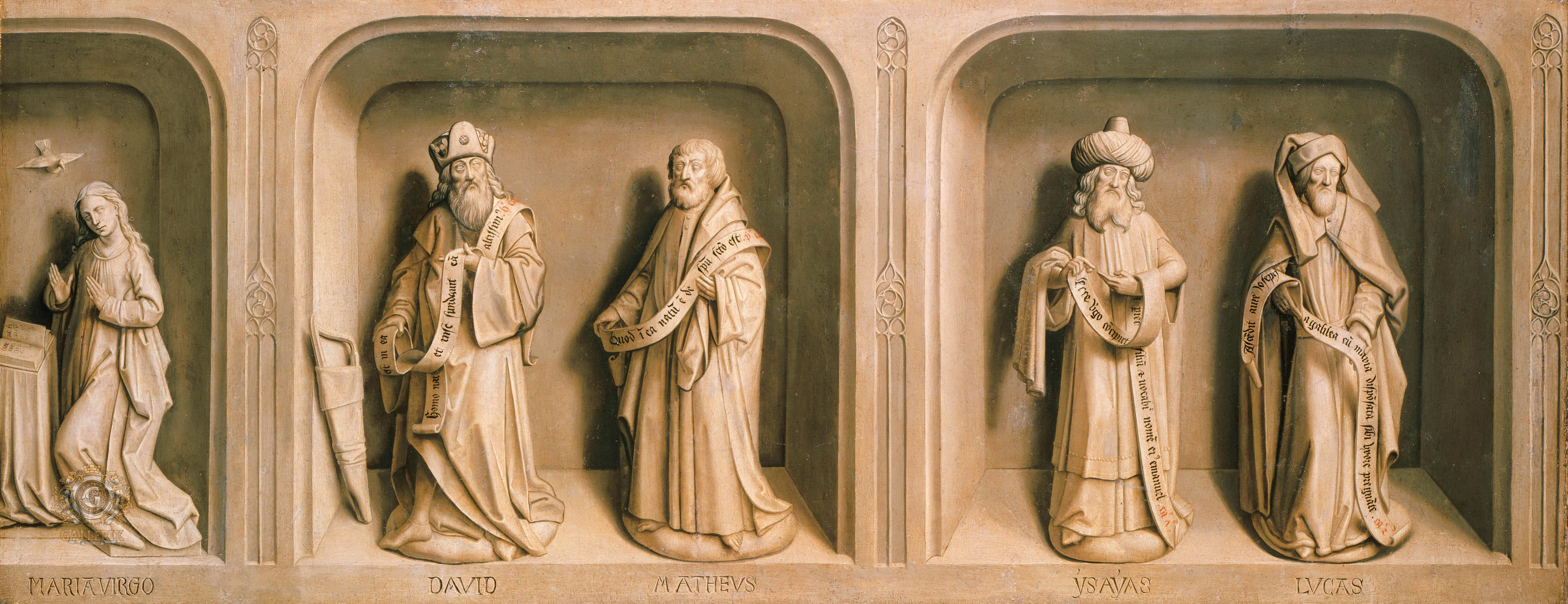
Святі і пророки, зовнішній бік правої стулки.   1459 р. державні музеї, Берлін.
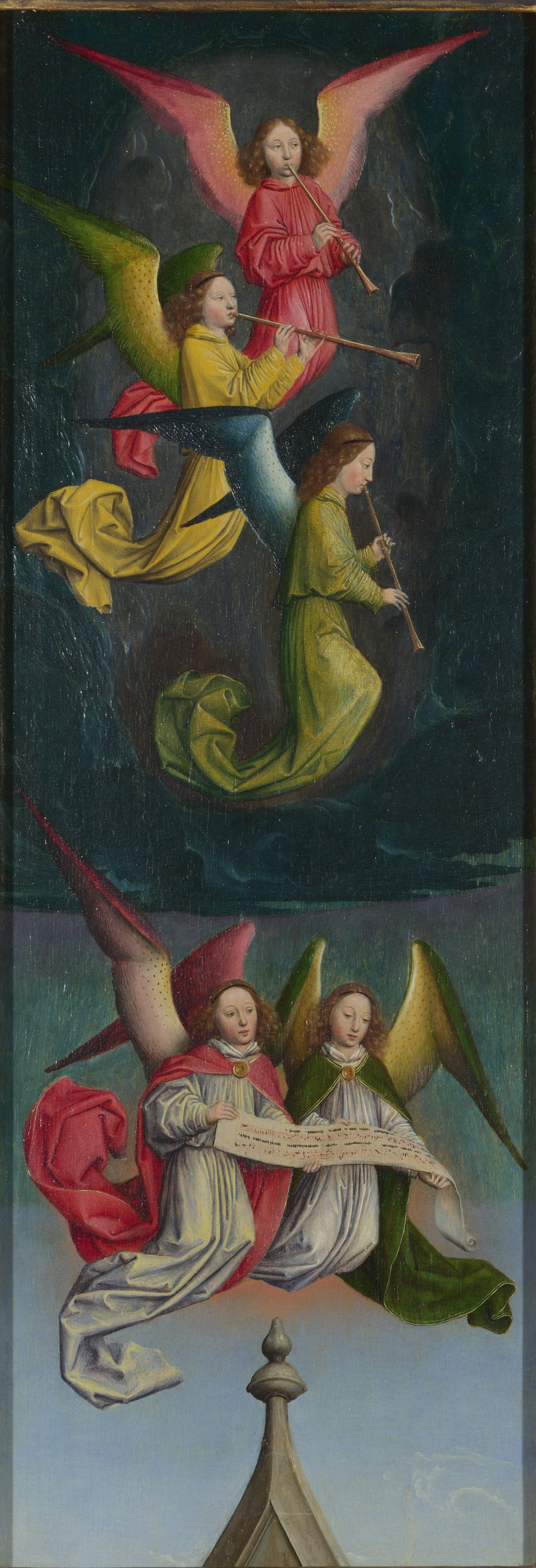
Хор ангелів. Близько 1459 р. Національна  галерея, Лондон
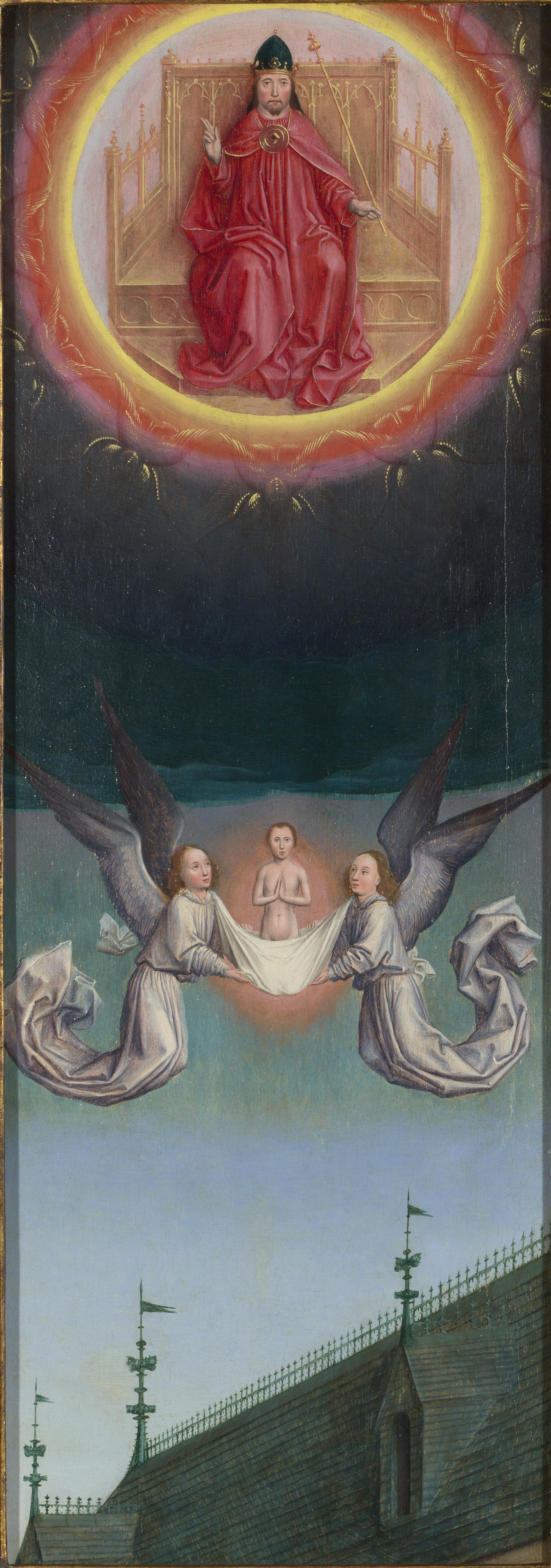
Ангели забирають душу св. Бертена в рай. Близько 1459 р. Національна галерея, Лондон.

## Мініатюра

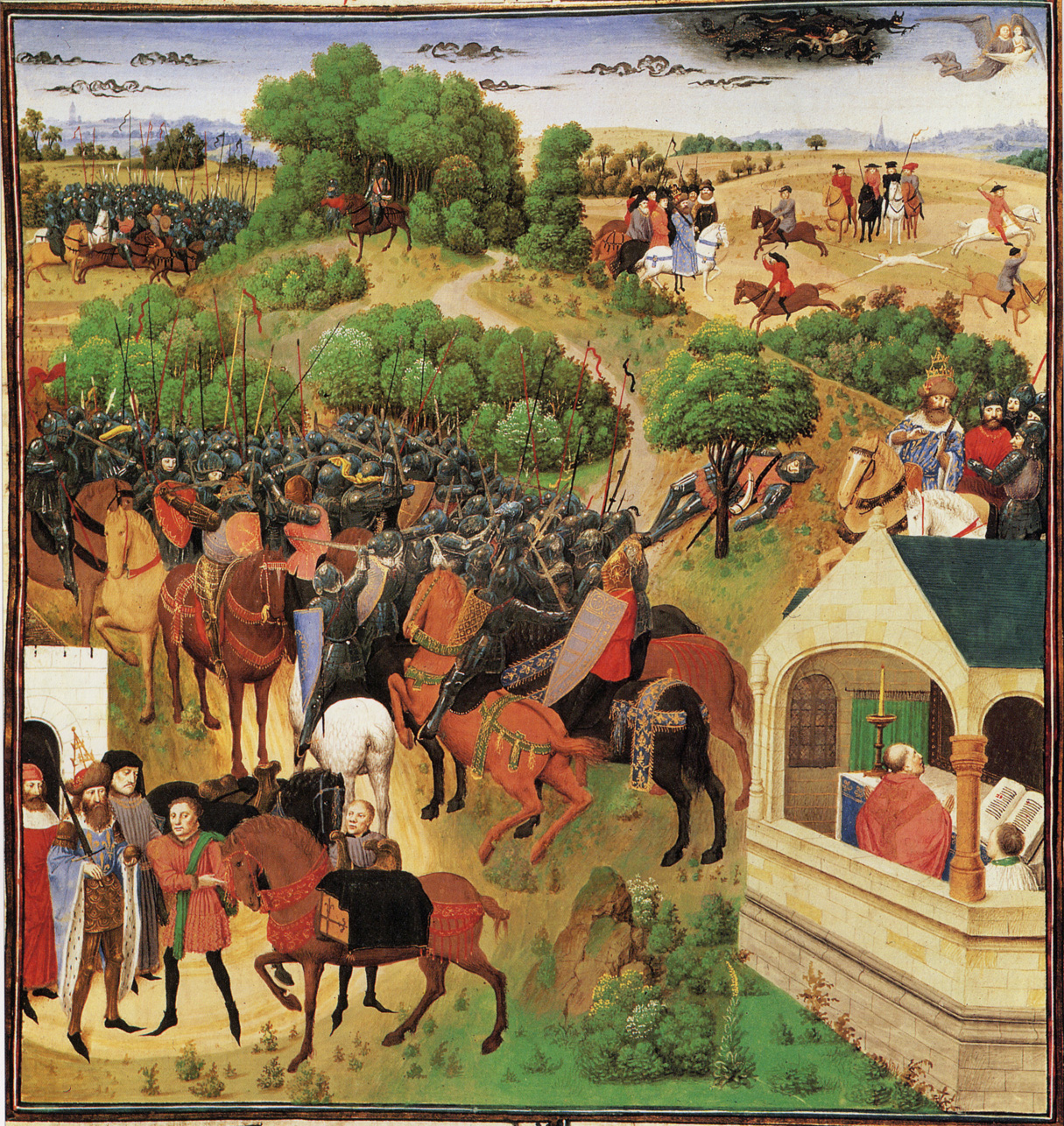
Мініатюра Сімона Марміона на сюжет «Пісні про Роланда» з рукопису. Державний Ермітаж, СПб.

Примірник « Великих французьких хронік» з ілюстраціями Марміона (замовник рукопису — настоятель абатства Сен-Бертен Гійом Фійастр в даний час зберігається в Російській національній бібліотеці в місті Санкт-Петербург. У манускрипті 25 великих мініатюр (215 x 258 мм) і 65 малих. Вони супроводжують текст, який є відображенням бургундської точки зору на події і в якому робиться спроба довести справедливість претензій Філіпа Доброго на французький престол.